# Игра
Играта е физическа или интелектуална форма на организирана по някакви правила социална или индивидуална дейност. Този вид занимание съществува от дълбока древност и се осъществява с цел забавление, отмора, закаляване на тялото или упражняване на умствените способности, с познавателна цел, печелене на пари посредством залози или за сплотяване на дадена общност.
Повечето игри имат ясно зададени правила и цели, които трябва да се спазват от играчите. Често се използват определени предмети (карти, табла, стикове, пионки, ракети, топка, кегли, компютър, лист хартия) и определени места (игрища, плувни басейни, казина, площадки, пясъчници), но за някои видове игри това не е задължително (например при игрите на думи).

## Игри при животните
Много животни, както питомни, така и диви, докато са малки обичат да играят. Характерът на игрите се определя от начина им на живот. Например малките лисичета или малките мечета обичат да се прикриват, дебнат и след това скачат неочаквано – това са умения, които се изискват по-нататък при лов на други животни, примерно гризачи. Често могат да се видят и игри с употребата на предмети. Така например маймуните могат да се занимават с даден предмет в продължение на часове като го изучават, но много често в края го разрушават. Животните обичат да играят едни с други, което е качествено нов етап на играта. Общуването помежду им изгражда навиците на груповото поведение. Основните дейности са надбягване, боричкане, но може да включват и манипулиране на даден предмет. Питомните животни обичат да играят и с хората. Папагалите обичат да играят с камбанки, да се катерят по въжета, кучетата обичат да гонят топки, докато котките предпочитат пера, прежда и особено предмети с мирис на дилянка.

## Игри при хората

### Игри за деца
Игрите при децата са изключително разнообразни и многобройни, като зависят предимно от възрастовата група и пола. Много важна роля в това отношение играят съобразените с тези критерии играчки – предмети, изработени със замисъла за безопасност, образователни цели, правилно психологическо развитие и специално предназначени за игра от децата: конструктори, камиончета, кукли, плюшени животни, Кубчето на Рубик и други подобни. Има игри по-типични за момичетата – например с кукли, игра на „майка и деца“, игра на дама и такива, по-популярни сред момчетата – с прашка, на войници, както и универсални игри (на стражари и апаши, гоненица, криеница, бесеница).
Играта при децата отдавна е считана за един от най-важните аспекти в тяхното развитие. Едни от най-ранните изследвания в тази насока започват през 1890 година и са проведени от Грандвил Стенли Хол, американски психолог и педагог. Те предизвикват искрен интерес към психичното, умственото, физическото и поведенческото развитие на бебетата и децата. По-нататъшните изследвания доказват изключително важната роля на играта в живота на подрастващите, която спомага за здравословното им развитие и формира емоционалното и общественото им поведение. 
Едни от най-известните изследователи в областта на психологията (в това число Жан Пиаже, Уилям Джеймс, Зигмунд Фройд, Карл Густав Юнг и Лев Виготски) виждат играта като неразделна част от човешкото развитие и като ключ за разгадаване на човешката душевност и представите за добро и лошо.
Играта също така е спомената в точка 31 на Конвенцията за правата на детето (приета от Общото събрание на ООН на 29 ноември 1989 година). В нея се казва, че децата имат право на почивка и свободно време, в което да играят подходящи за тяхната възраст игри, както и да се занимават с културни и артистични мероприятия. В Конвенцията се споменава и че децата не само имат право, но и трябва да бъдат окуражавани да извършват подобни дейности.
Днес на детската игра се гледа като на интегрална част от цялостното развитие на детето. Открити са важни връзки между играта и развитието на мозъка. Някои специалисти изследват връзката между високия коефициент на интелигентност и игрите. Важна е и ролята на родителите в избора на играчки, които да стимулират въображението и насочват развитието на детето.
За малките деца, до 5 – 6 годишна възраст, играта е основното им занимание. Децата в тази възраст предпочитат колективните игри, особено на детски площадки, където могат да използват пързалката, люлките и пясъчника. Те обичат да играят и на гоненица, криеница и до голяма степен характерът на техните игри е стихиен. В много отношения техните игри отразяват и копират поведението на възрастните, като приемат различни социални роли. На тази възраст се оформят и различните видове игри според пола. В игрите се проявяват индивидуалностите на децата, някои от тях се проявяват като лидери още в ранна възраст.

### Игри за възрастни
Някои от игрите, макар и практикувани от по-големите деца, са преобладаващо за възрастни. Като примери за това могат да се посочат шах, скрабъл, билярд или голф. Някои са предвидени за игра в домашна обстановка – не се сърди, човече, игра на конец, докато други се играят в зала (например боулинг) или на открито (федербал, сляпа баба, пейнтбол, футбол). Игрите могат да се превърнат и в професия (спортовете и покерът например, или писането на кръстословици и ребуси).

#### Спортни игри
Спорт е всяка форма на физическа дейност, която чрез организирано или неорганизирано участие има за цел изразяването или подобряването на физическата и психическата годност, развиването на социални отношения или постигането на спортни резултати. Има изключително голямо разнообразие на спортове, които хората могат да играят в свободното си време. Едни от най-популярните са бягане, футбол, баскетбол и други. Много спортове изискват специална екипировка и специални съоръжения. Сред популярните зимни спортове за развлечение са сноуборд и ски. Сред популярните летни спортни занимания са плуването и сърфа.

#### Игри на дъска
Игрите на дъска имат за основа някаква дъска или друга плоскост, върху която се разиграват или манипулират различни малки предмети като зарчета, пионки или карти. Военните игри са вид настолни игри. При някои дъската може да представлява карта, по която да се разиграват стратегически действия. При този вид игри обикновено всеки участник чака своя ред, за да направи своя ход.
Някои игри на дъска спадат и към други групи. Известни игри на дъска или настолни игри са шах, табла, монополи. Първите игри на дъска се появяват още 5000 пр.н.е. в Древен Египет.

#### Игри на карти
Игрите с карти се играят с традиционни или специфични карти за игра. Различните игри с карти са започнали своето разпространение по света от Китай още през 9 век. Използва се тесте или колода карти, предназначени за конкретна игра, които са еднакви по размер и форма. Всяка карта има две страни – лице и гръб. Гърбовете на картите в тестето са еднакви, а лицата на картите могат да бъдат различни или да се повтарят в зависимост от играта. И в двата случая картите се разпознават по тяхното лице. Комплектът от карти, който съставлява тестето е предварително известен на всички участници в играта. Едни от най-известните игри са бридж, бридж-белот, сантасе, покер, вист.

#### Игри със зарове
Зарът е малък многостенен предмет, който позволява случаен избор между определен брой равновероятни възможности. Най-често се използва куб, който дава шест възможни резултата. Основното приложение на зара е при някои занимателни или хазартни игри. Може да се играе само с един зар, нерядко с два, а при някои видове игри и с повече (барбут – с три зара, генерал и ямб – с пет).

#### Ролева игра
Ролевите игри са игри, в които участниците се превъплъщават в различни роли и заедно създават истории. Участниците определят действията на персонажите си според характерите им, а действията биват успешни или неуспешни според установена система от правила или насоки. В рамките на тези правила, те могат свободно да импровизират, оформят посоката и крайния резултат от игрите.
Ролевите игри рядко имат победители и победени. Това ги различава коренно от настолните игри, игрите с карти, спортовете и повечето други видове игри. Този тип игри разпалват въображението. Те наблягат на взаимопомощта и общуването между хората. Типичната ролева игра събира участниците си в един отбор, които играят в екип. Прости форми на ролеви игри съществуват в традиционните детски игри като „стражари и апаши“. Ролевите игри за възрастни усъвършенстват тази проста идея – за разлика от дете, което иска да се почувства като стражар само за няколко минути, възрастните играчи в ролева игра създават специфични персонажи и продължителен сюжет.

#### Видеоигри
Видеоигра е игра, чийто потребителски интерфейс позволява на играча да получава обратна визуална връзка на монитор. Електронните устройства, на които могат да се изпълняват видеоигри са известни като игрални платформи. Такива платформи могат да бъдат персонални компютри, преносими компютри, PDA, мобилни телефони, игрални конзоли и други. Видеоигрите, като аркадните игри, които работят с монети или жетони, постепенно губят популярността си, поради напредването на технологията при конзолните игри, достъпността им и възможността същите игри да се играят у дома.
Компютърната игра е видеоигра, която се играе предимно на персонален компютър. Играта, сама по себе си, предполага участието на поне един играч, който може да влияе на средата, в която е поставен. Компютърните игри се създават от специализирани софтуерни компании, често в сътрудничество с различни специалисти и се публикуват самостоятелно или чрез външна фирма. Разпространяват се на твърди носители, като DVD-та или CD-та, свалят се от интернет за изпробване, или се използват специализирани онлайн услуги за доставка.
Съществуват различни класификации на видеоигрите - виж Списък с видеоигри.

## Игрите в изкуството
- „Игра на дама“, роман от Хулио Кортасар
- „Игра на стъклени перли“, роман от Херман Хесе

## Български идиоматични изрази с „игра“, „играчка“, „играя“
- Играя си с огъня – извършвам осъзнато дейност, която е опасна[6]
- Играчка-плачка – занимание, което започва като игра и развлечение, но завършва със сълзи и разочарование[7]
- Играя по свирката на някого – принудително, по стечение на обстоятелствата, изпълнявам волята и заповедите на някого, от който зависи моето бъдеще[8]